# Grandris
Grandris [ɡʁɑ̃ʁi] est une commune française, située dans le département du Rhône en région Auvergne-Rhône-Alpes.

## Géographie
Grandris est une commune située à 55 km au nord-ouest de Lyon, à environ 50 km à l'est de Roanne et à 35 km à l'ouest de Villefranche-sur-Saône.
Orientée vers la deuxième agglomération de France, la haute vallée d'Azergues est une région de nature préservée.
Forte d’une histoire deux fois millénaire, la haute vallée d’Azergues est un territoire de montagnes et de forêts en pleine évolution.

### Communes limitrophes

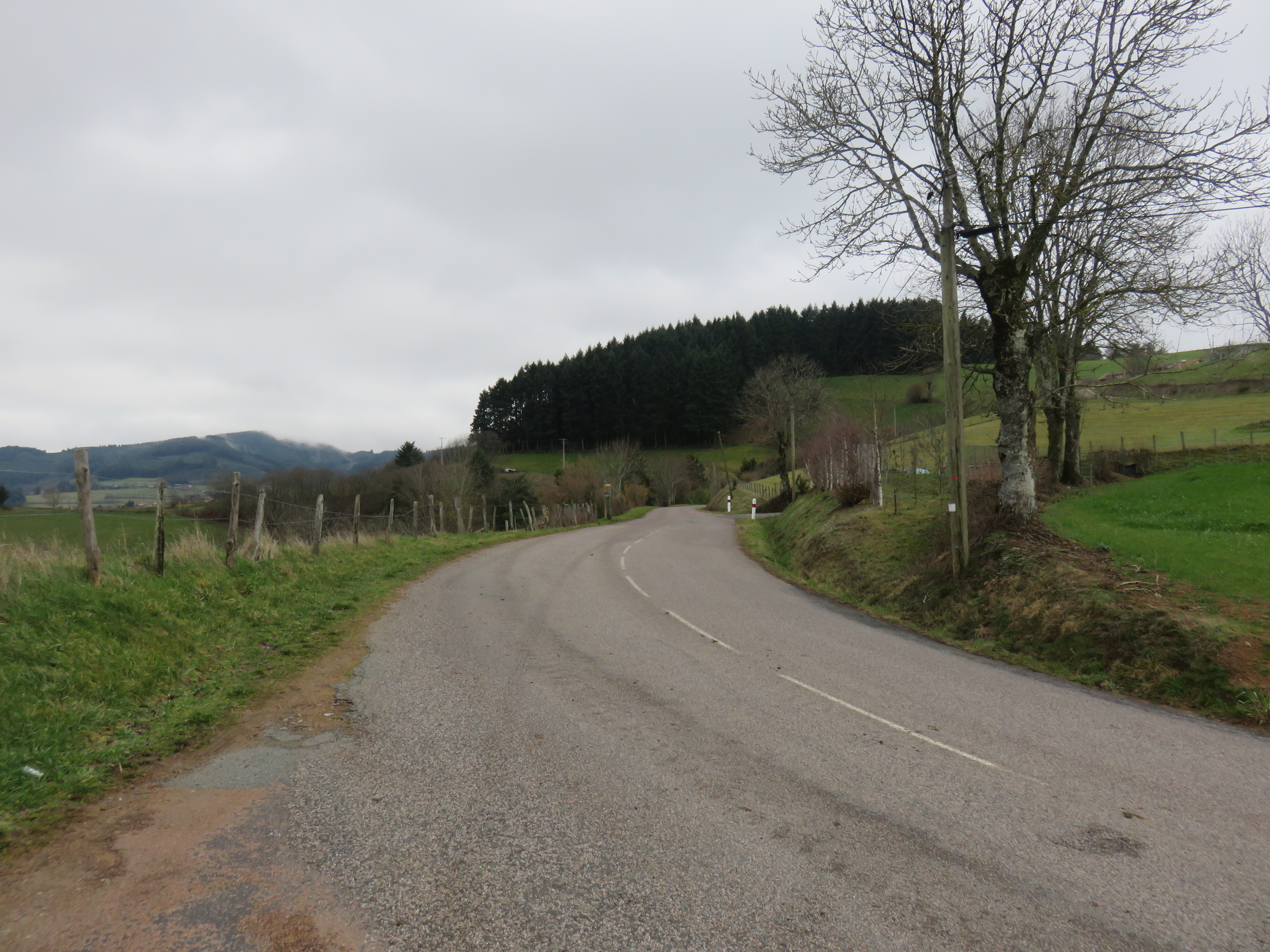
Route en direction de Saint-Just-d'Avray.

### Climat
Pour des articles plus généraux, voir Climat d'Auvergne-Rhône-Alpes et Climat du Rhône.
En 2010, le climat de la commune est de type climat des marges montargnardes, selon une étude du Centre national de la recherche scientifique s'appuyant sur une série de données couvrant la période 1971-2000. En 2020, Météo-France publie une typologie des climats de la France métropolitaine dans laquelle la commune est exposée à un climat de montagne ou de marges de montagne et est dans la région climatique  Nord-est du Massif Central, caractérisée par une pluviométrie annuelle de 800 à 1 200 mm, bien répartie dans l’année. 
Pour la période 1971-2000, la température annuelle moyenne est de 11,2 °C, avec une amplitude thermique annuelle de 16,4 °C. Le cumul annuel moyen de précipitations est de 897 mm, avec 11 jours de précipitations en janvier et 7,5 jours en juillet. Pour la période 1991-2020, la température moyenne annuelle observée sur la station météorologique de Météo-France la plus proche, « Saint-Cyr-Chatoux », sur la commune de Saint-Cyr-le-Chatoux à 6 km à vol d'oiseau, est de 10,7 °C et le cumul annuel moyen de précipitations est de 959,9 mm,. Pour l'avenir, les paramètres climatiques de la commune estimés pour 2050 selon différents scénarios d'émission de gaz à effet de serre sont consultables sur un site dédié publié par Météo-France en novembre 2022.

## Urbanisme

### Typologie
Au 1er janvier 2024, Grandris est catégorisée bourg rural, selon la nouvelle grille communale de densité à sept niveaux définie par l'Insee en 2022.
Elle est située hors unité urbaine et hors attraction des villes,.

### Occupation des sols
L'occupation des sols de la commune, telle qu'elle ressort de la base de données européenne d’occupation biophysique des sols Corine Land Cover (CLC), est marquée par l'importance des territoires agricoles (48,5 % en 2018), une proportion sensiblement équivalente à celle de 1990 (49,2 %). La répartition détaillée en 2018 est la suivante : 
forêts (48,4 %), prairies (34,6 %), zones agricoles hétérogènes (13,9 %), zones urbanisées (3,1 %). L'évolution de l’occupation des sols de la commune et de ses infrastructures peut être observée sur les différentes représentations cartographiques du territoire : la carte de Cassini (XVIIIe siècle), la carte d'état-major (1820-1866) et les cartes ou photos aériennes de l'IGN pour la période actuelle (1950 à aujourd'hui).

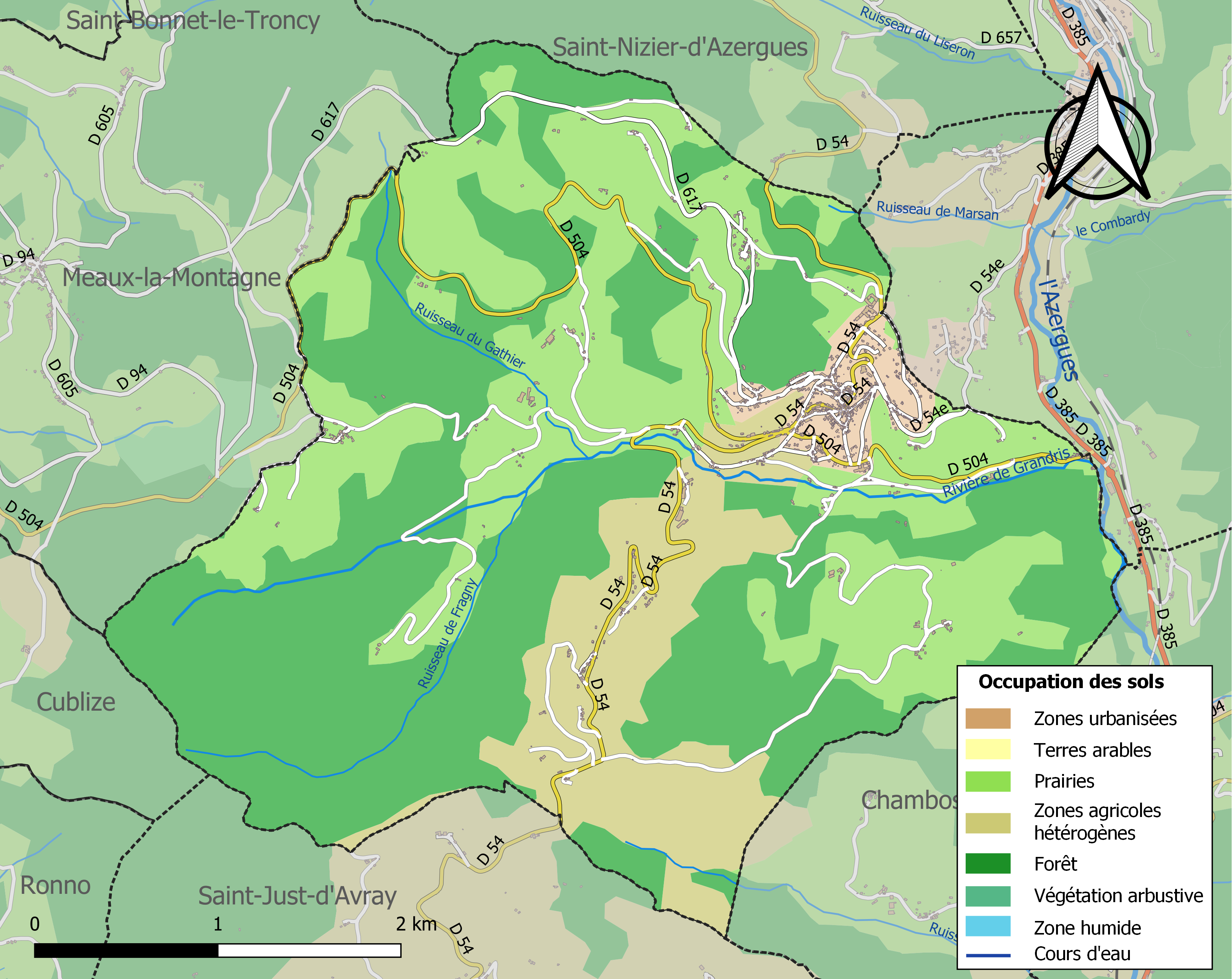
Carte des infrastructures et de l'occupation des sols de la commune en 2018 (CLC).

## Chronologie
- 5 juillet 1876 est signé l'accord pour une subvention pour la mise en place d'un réseau télégraphique. Du 26 avril 1900 date l'accord de mise en place du téléphone. Le 15 décembre 1905, Michel Duperray propose de faire à ses frais l'installation nécessaire pour éclairer la commune.

## Politique et administration

### Administration municipale

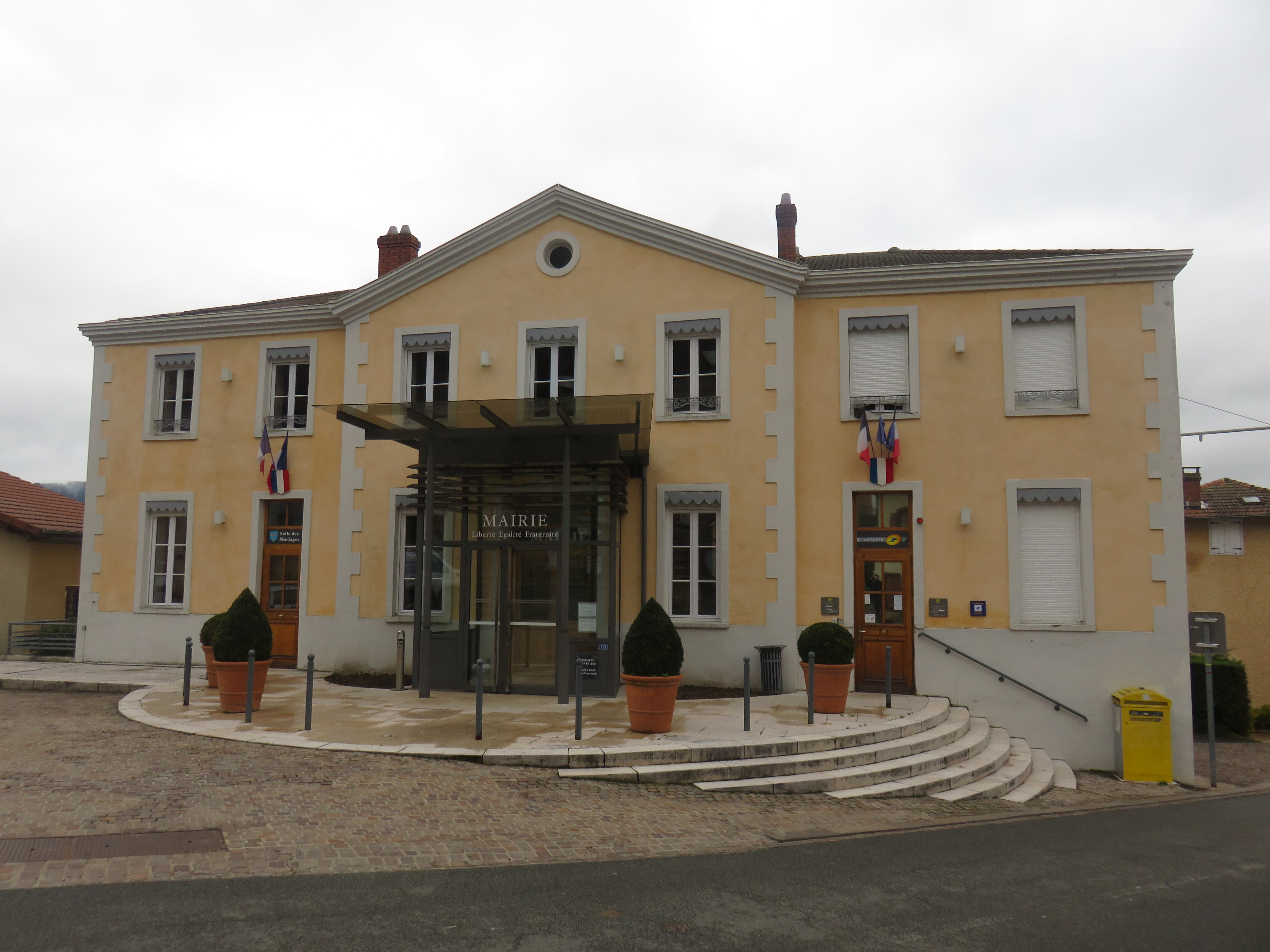
Mairie.

| Période                                  | Période | Identité           | Étiquette | Qualité                               |
| ---------------------------------------- | ------- | ------------------ | --------- | ------------------------------------- |
| 1790                                     |         | Philibert Longin   |           | Curé                                  |
|                                          |         | Thomas Lagoute     |           | Officier public                       |
|                                          |         | Jacques Bertenier  |           | Greffier de la municipalité           |
|                                          |         | François Charmette |           | Officier public                       |
|                                          | 1800    | Thomas Bertenier   |           | Agent communal, Puis Maire provisoire |
| Les données manquantes sont à compléter. |         |                    |           |                                       |

| Période                                  | Période  | Identité                 | Étiquette | Qualité |
| ---------------------------------------- | -------- | ------------------------ | --------- | ------- |
| 1800                                     |          | Jacques Dumont           | NC        | Maire   |
| 1810                                     |          | Claude Marie Roche       | NC        | Maire   |
| 1815                                     |          | Pierre François Chavanis | NC        | Maire   |
| 1830                                     |          | Pierre Goutelle          | NC        | Maire   |
| 1851                                     |          | Claude Marie Chavanis    | NC        | Maire   |
| 1860                                     |          | Henry Bonnetain          | NC        | Maire   |
| 1865                                     |          | Claude Bonnetain         | NC        | Maire   |
| 1879                                     |          | Jean-Claude Chanfray     | NC        | Maire   |
| 1884                                     |          | Antoine Chanfray         | NC        | Maire   |
| 1890                                     |          | Antoine Aubonnet         | NC        | Maire   |
| 1894                                     |          | François Grillet         | NC        | Maire   |
| 1897                                     |          | Claude Mellet            | NC        | Maire   |
| 1904                                     |          | Pierre Dupuis            | NC        | Maire   |
| 1908                                     |          | Joannes Piard            | NC        | Maire   |
| 1919                                     |          | André Jourjon            | NC        | Maire   |
| 1921                                     |          | Claude Morel             | NC        | Maire   |
| 1925                                     |          | Claude Troncy            | NC        | Maire   |
| 1934                                     |          | Constantin Dumont        | NC        | Maire   |
| 1942                                     |          | Joseph Rabut             | NC        | Maire   |
| 1944                                     |          | Anselme Bernillon        | NC        | Maire   |
| 1945                                     |          | Claudius Gaillard        | NC        | Maire   |
| 1956                                     |          | Gabriel Longère          | NC        | Maire   |
| 1978                                     |          | Gilles Buges             | NC        | Maire   |
| 1982                                     |          | Jean Béraudiat           | NC        | Maire   |
| mars 2001                                | 2014     | Jean-Pierre Pujkis       | SE        | Maire   |
| mars 2014                                | mai 2020 | Jean-Pierre Goudard      | SE        | Maire   |
| mai 2020                                 | En cours | Pascale Jomard           | SE        | Maire   |
| Les données manquantes sont à compléter. |          |                          |           |         |

### Politique de développement durable
La commune a engagé une politique de développement durable en lançant une démarche d'Agenda 21 dès 1997.
Impliquée dans la préservation de l’environnement et le développement durable, Grandris poursuit cette démarche profitable à toutes les générations et au cadre de vie de chacun. En effet, depuis quelques années la commune a mis en place différentes actions en ayant à l'esprit le développement durable, que ce soit pour les travaux communaux ou par des opérations vers et avec les habitants : matinée environnement, tri sélectif, équipement des bâtiments communaux en chauffages à énergie renouvelable, mise en place de bacs à roseaux destinés à l'épuration des boues de la station, création d'un arboretum en remplacement de l'ancienne décharge...

### Intercommunalité
La commune fait partie de la communauté d'agglomération de l'Ouest Rhodanien.

## Population et société

### Démographie
L'évolution du nombre d'habitants est connue à travers les recensements de la population effectués dans la commune depuis 1793. Pour les communes de moins de 10 000 habitants, une enquête de recensement portant sur toute la population est réalisée tous les cinq ans, les populations de référence des années intermédiaires étant quant à elles estimées par interpolation ou extrapolation. Pour la commune, le premier recensement exhaustif entrant dans le cadre du nouveau dispositif a été réalisé en 2007.

En 2022, la commune comptait 1 212 habitants, en évolution de +4,21 % par rapport à 2016 (Rhône : +3,93 %, France hors Mayotte : +2,11 %).
| 1793  | 1800  | 1806  | 1821  | 1831  | 1836  | 1841  | 1846  | 1851  |
| ----- | ----- | ----- | ----- | ----- | ----- | ----- | ----- | ----- |
| 1 140 | 1 102 | 1 271 | 1 568 | 1 725 | 2 362 | 2 329 | 2 406 | 2 425 |

| 1856  | 1861  | 1866  | 1872  | 1876  | 1881  | 1886  | 1891  | 1896  |
| ----- | ----- | ----- | ----- | ----- | ----- | ----- | ----- | ----- |
| 2 332 | 2 310 | 2 311 | 2 316 | 2 295 | 2 311 | 2 213 | 2 095 | 2 020 |

| 1901  | 1906  | 1911  | 1921  | 1926  | 1931  | 1936  | 1946  | 1954  |
| ----- | ----- | ----- | ----- | ----- | ----- | ----- | ----- | ----- |
| 1 886 | 1 742 | 1 786 | 1 584 | 1 556 | 1 444 | 1 382 | 1 261 | 1 277 |

| 1962  | 1968  | 1975  | 1982  | 1990  | 1999  | 2006  | 2007  | 2012  |
| ----- | ----- | ----- | ----- | ----- | ----- | ----- | ----- | ----- |
| 1 241 | 1 171 | 1 042 | 1 025 | 1 068 | 1 033 | 1 199 | 1 222 | 1 164 |

| 2017  | 2022  | - | - | - | - | - | - | - |
| ----- | ----- | - | - | - | - | - | - | - |
| 1 181 | 1 212 | - | - | - | - | - | - | - |

### Enseignement

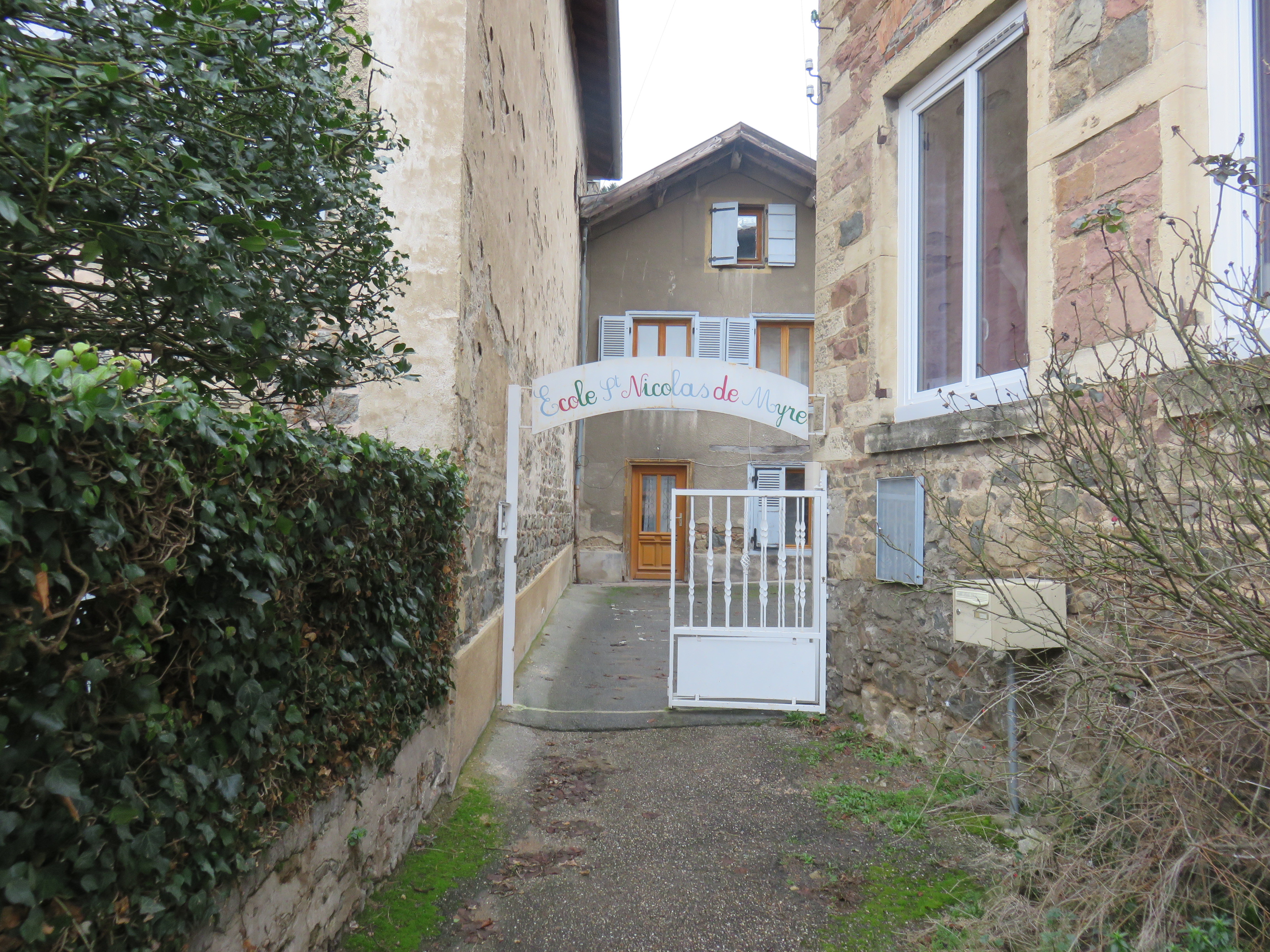
Entrée de l'ancienne école privée Saint-Nicolas de Myre.

Le village dispose d'une école primaire publique comptant environ une centaine d'enfants. Le collège est lui situé sur la commune de Lamure-sur-Azergues, à 4 kilomètres.
Une école primaire privée nommée Saint-Nicolas-de-Myre, a fonctionné de 1864 à 2017.

### Manifestations culturelles et festivités
Le Beaujol'Rock Festival a lieu chaque été avec deux concerts gratuits qui attirent plus de 500 festivaliers. En 2008, un village citoyen a été installé au cœur du bourg accueillant des exposants comme le Secours populaire ou Biologie sans frontière.
L'Association Grandrisienne pour la Réalisation d'Animations et de Fêtes (A.G.R.A.F) qui est spécialisée dans le théâtre et compte 37 membres actifs répartis sur plusieurs villages est basée à Grandris. Les fêtes et bals de conscrits du village sont réputés pour être conviviaux

### Santé

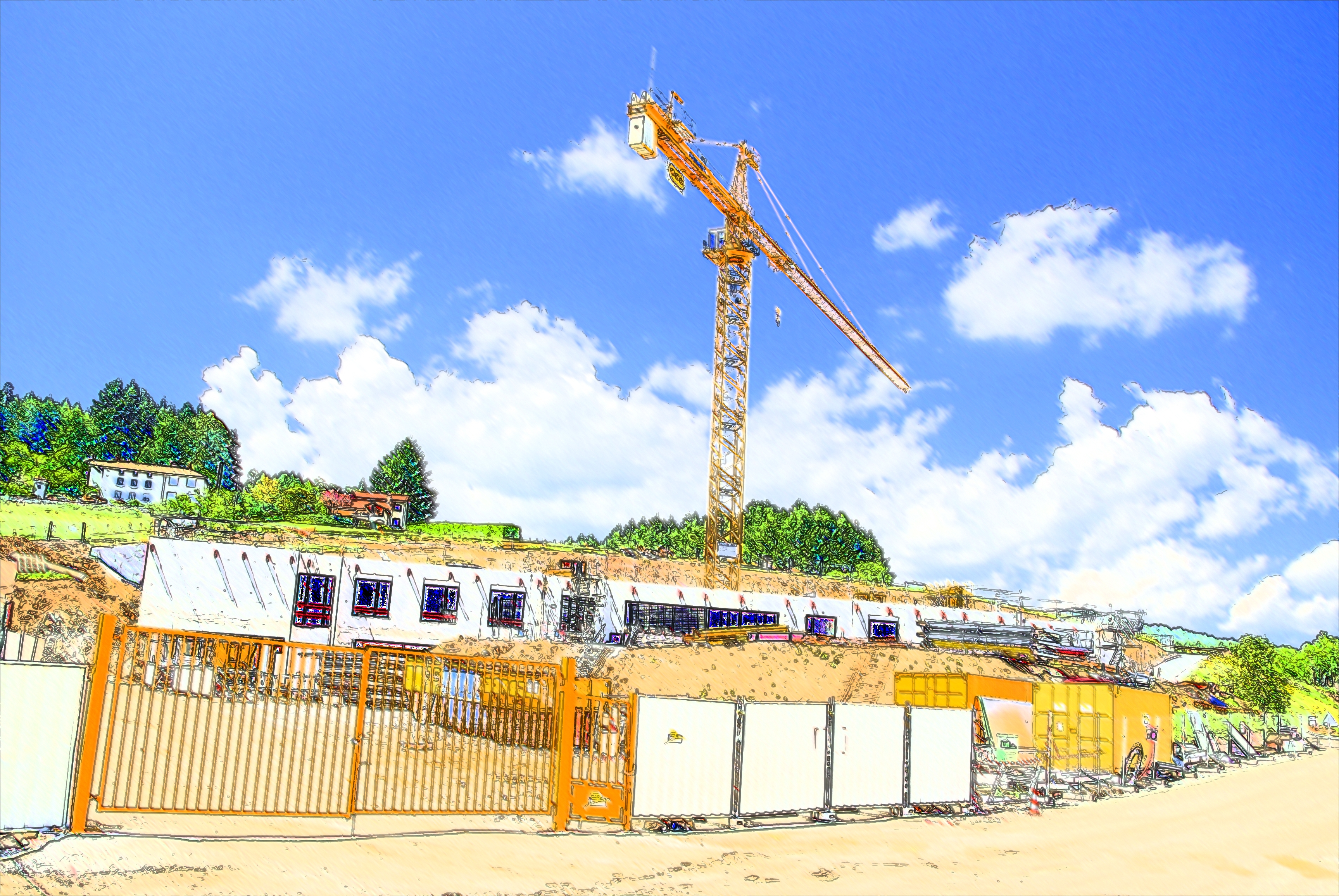
Chantier de construction du futur hôpital de Grandris.

La commune dispose d'un hôpital intercommunal lié à celui de Létra
Une nouvelle structure hospitalière est en cours de construction, juste à côté de l'actuel établissement. On trouve également un médecin généraliste, un cabinet de dentistes et un kinésithérapeute.

### Sports
La pratique sportive est facilitée grâce à une salle des jeunes qui a été inaugurée le 4 juillet 2009[réf. nécessaire] et une salle polyvalente aménagée pour les sports tels que le basket-ball ou le tennis. Le club de basket de l'Étoile Grandrisienne des Jeunesses Laiques (EGJL) et la Boule les Amis, où se pratique la boule lyonnaise, sont les deux institutions sportives du village. Chaque année sont également organisés des rassemblements de randonneurs. Une aire de jeu relativement étendue complète l'équipement de la commune avec des terrains de boules et de tennis, un city-stadium, des toboggans, une tyrolienne et un skatepark.

### Cadre de vie
Le cadre de vie se caractérise par ses forêts de sapin, ses routes départementales atypiques, son aire de jeu et ses chemins de randonnées où cohabitent randonneurs, VTT et véhicules tout terrains.

## Culture et patrimoine

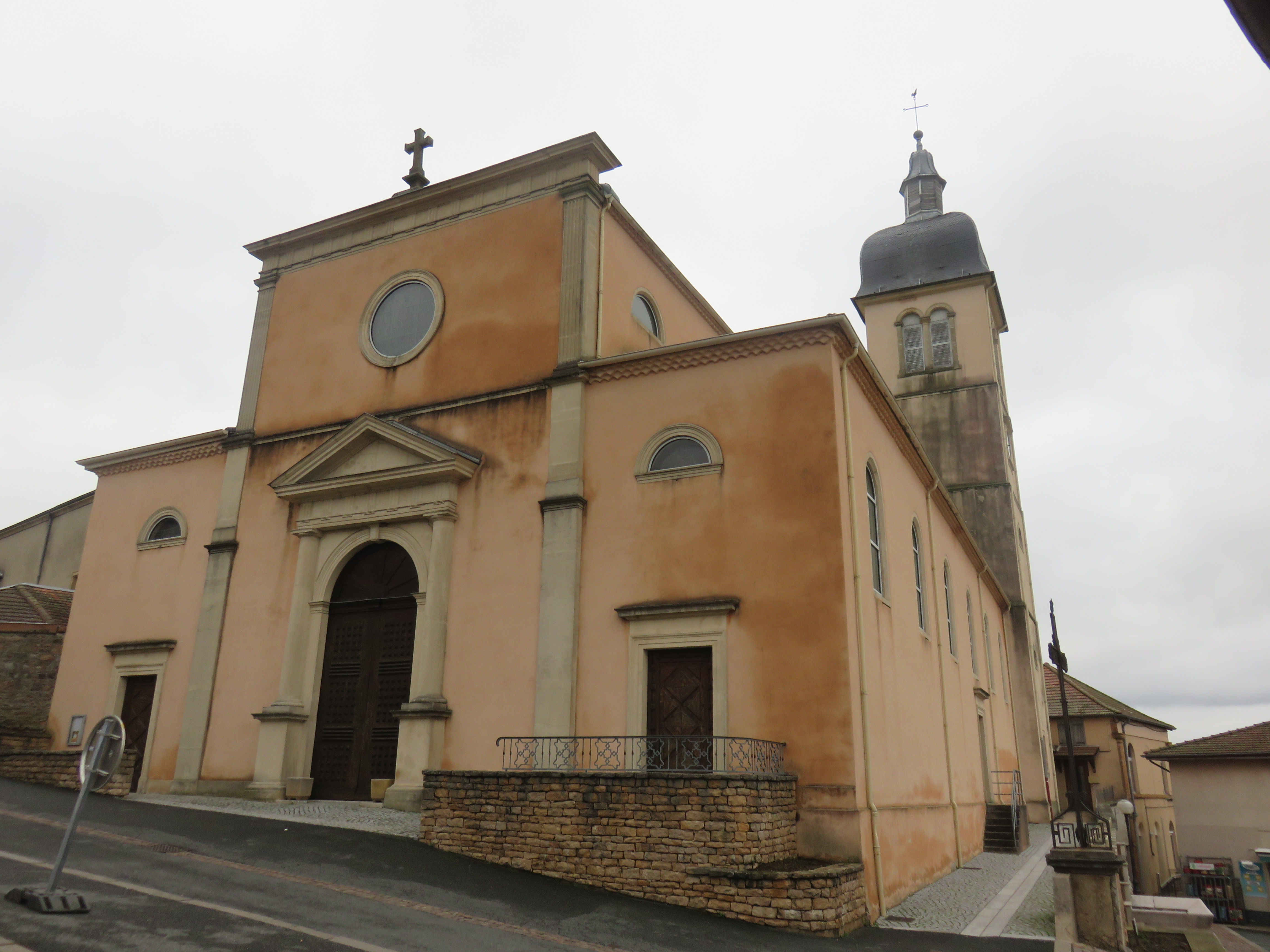
L'église de l'Assomption.

### Équipements culturels
La commune dispose d'une médiathèque.

## Galerie d'images

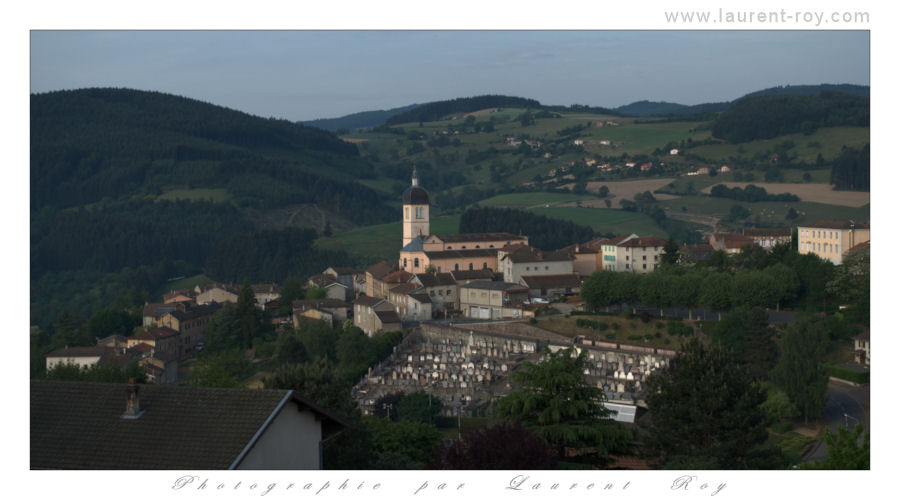
Grandris.
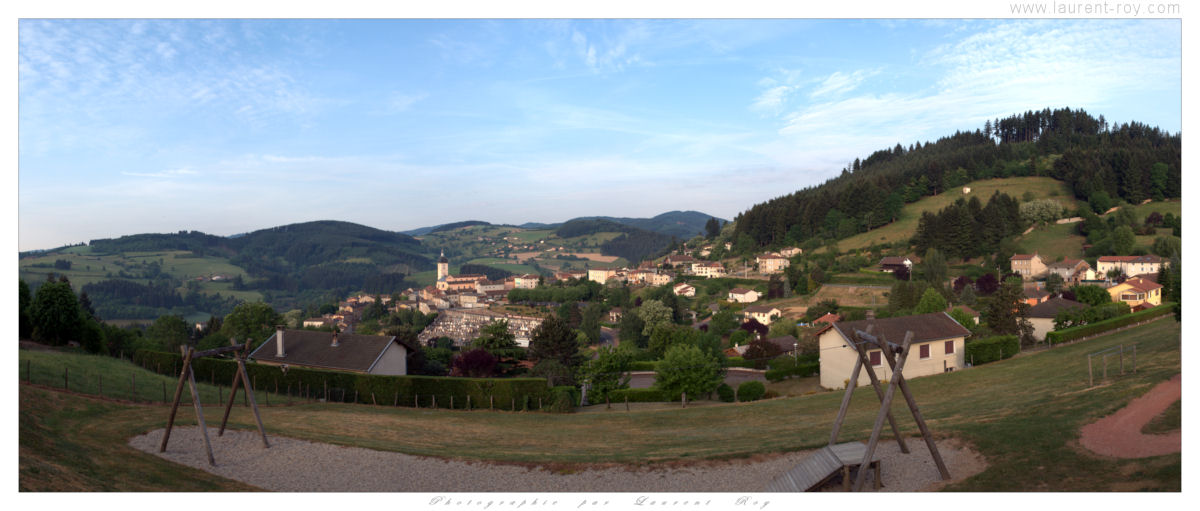
Vue panoramique.
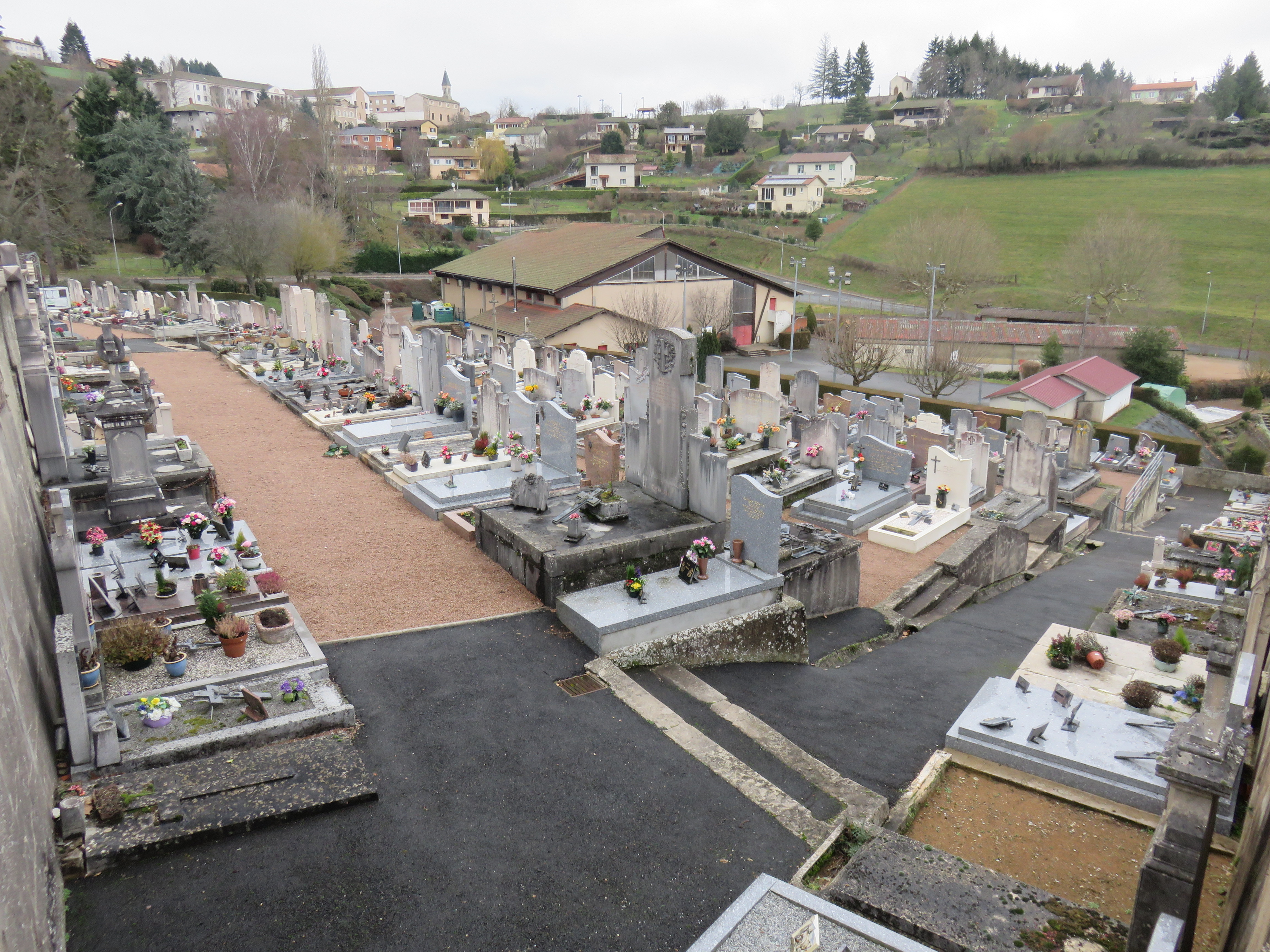
Vue du cimetière.
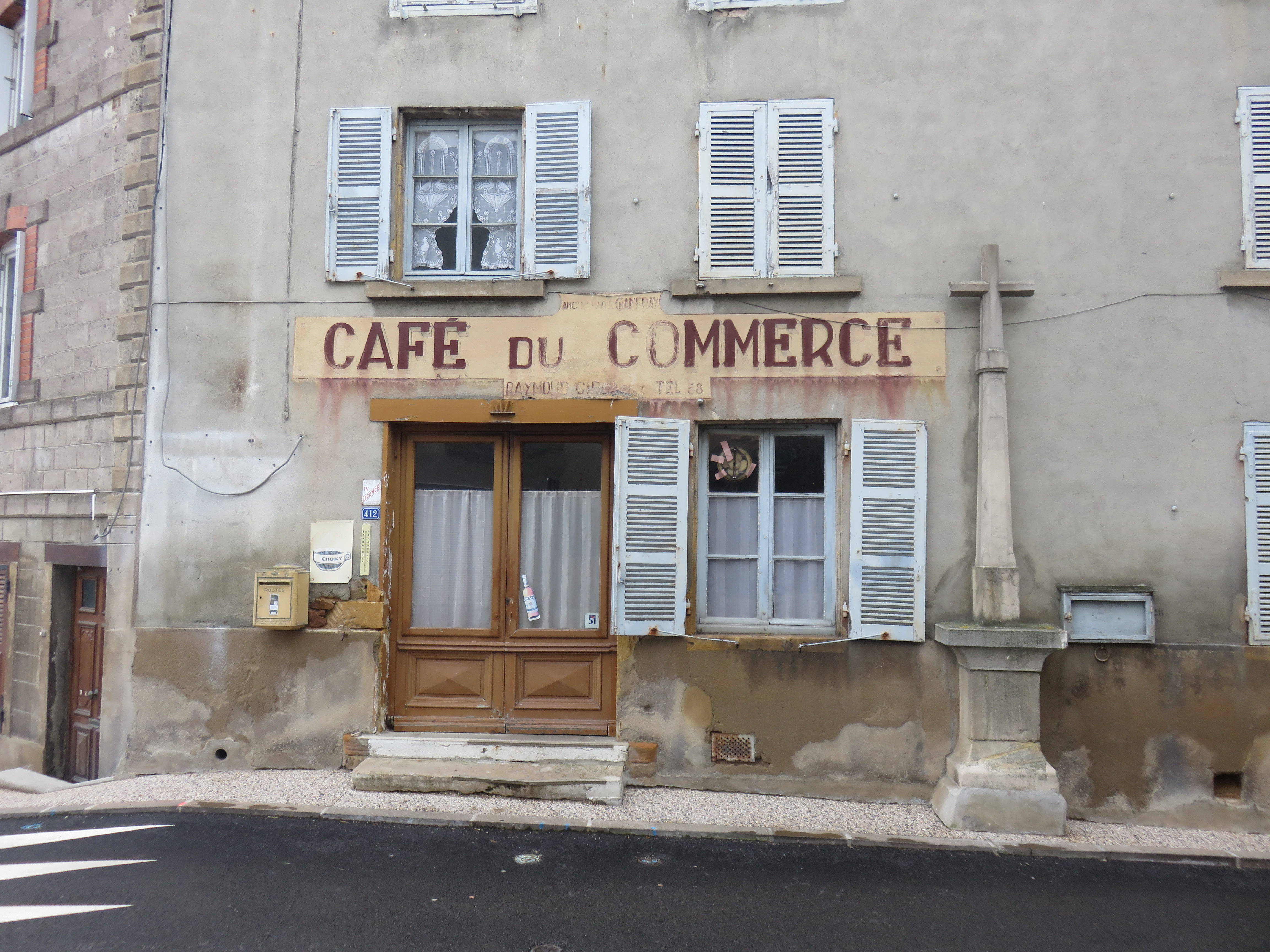
Ancien café du commerce et croix encastrée dans le mur.